# Episodi de La complicata vita di Christine (quarta stagione)
La quarta stagione della serie televisiva La complicata vita di Christine è stata trasmessa negli USA da CBS a partire dal 24 settembre 2008, mentre in Italia è andata in onda su Mya a partire dall'11 agosto 2010 e successivamente su Rai 2 nell'estate 2012.
| nº | Titolo originale                             | Titolo italiano                 | Prima TV USA      | Prima TV Italia   |
| -- | -------------------------------------------- | ------------------------------- | ----------------- | ----------------- |
| 1  | A Decent Proposal                            | Proposta decente                | 24 settembre 2008 | 11 agosto 2010    |
| 2  | How I Hate Your Mother                       | Quanto odio tua madre!          | 1º ottobre 2008   | 12 agosto 2010    |
| 3  | What Like Me                                 | Bianchi come me                 | 8 ottobre 2008    | 13 agosto 2010    |
| 4  | Snakes on a Date                             | Appuntamento col serpente       | 15 ottobre 2008   | 16 agosto 2010    |
| 5  | Everyone Says I Love You Except Richie       | Dipendenze                      | 22 ottobre 2008   | 17 agosto 2010    |
| 6  | Tie Me Up, Don't Tie Me Down                 | Legami, non catene              | 29 ottobre 2008   | 18 agosto 2010    |
| 7  | So You Think You Can Date                    | Prendere o mollare              | 5 novembre 2008   | 19 agosto 2010    |
| 8  | Self-Esteem Tempura                          | Un grande talento               | 12 novembre 2008  | 20 agosto 2010    |
| 9  | Rage Against the Christine                   | Amore e rabbia                  | 19 novembre 2008  | 23 agosto 2010    |
| 10 | Guess Who's Not Coming To Dinner             | Indovina chi non viene a cena   | 26 novembre 2008  | 24 agosto 2010    |
| 11 | Unidentified Funk (1)                        | Cattive ragazze                 | 10 dicembre 2008  | 25 agosto 2010    |
| 12 | Happy Endings (2)                            | Lieto fine                      | 17 dicembre 2008  | 26 agosto 2010    |
| 13 | Notes on a 7th Grade Scandal                 | Diario di uno scandalo          | 14 gennaio 2009   | 27 agosto 2010    |
| 14 | What Happens In Vegas Is Disgusting In Vegas | Notte folle a Las Vegas         | 21 gennaio 2009   | 30 agosto 2010    |
| 15 | Reckless Abandonment                         | Incauto abbandono               | 11 febbraio 2009  | 31 agosto 2010    |
| 16 | Honey, I Ran Over the Kid                    | Tesoro, ho investito il ragazzo | 18 febbraio 2009  | 1º settembre 2010 |
| 17 | Too Close for Christine                      | Una pausa da te                 | 11 marzo 2009     | 2 settembre 2010  |
| 18 | A Change of Heart/Pants                      | Cambiamenti repentini           | 18 marzo 2009     | 3 settembre 2010  |
| 19 | Hair                                         | Pidocchi a go go                | 8 aprile 2009     | 6 settembre 2010  |
| 20 | He Ain't Heavy                               | Il peso della vita              | 6 maggio 2009     | 7 settembre 2010  |
| 21 | The Old Maid of Honor                        | La vecchia damigella d'onore    | 13 maggio 2009    | 8 settembre 2010  |
| 22 | Love: A Cautionary Tale                      | Una cerimonia movimentata       | 20 maggio 2009    | 9 settembre 2010  |